# Yushania pantlingii
Yushania pantlingii là một loài thực vật có hoa trong họ Hòa thảo. Loài này được (Gamble) R.B.Majumdar miêu tả khoa học đầu tiên năm 1989.